# کواسیا
کواسیا (نام علمی: 'Quassia') نام یک سرده از تیره عرعریان است.